# Décalogue de Knox
Le Décalogue de Knox est une série de 10 lois rédigées par Ronald Knox en 1929 pour codifier les intrigues des nouvelles et romans policiers.
Le texte de Ronald Knox est le suivant,:
1. Le criminel doit être quelqu'un mentionné plus tôt dans l'histoire, mais pas quelqu'un dont le lecteur a pu suivre les pensées ;
2. Le détective[3] ne doit pas utiliser de techniques surnaturelles pour résoudre une affaire ;
3. L'usage de plus d'un passage secret ne saurait être toléré. Même dans le cas d'un seul passage secret, il faudrait que l'action se passe dans une maison où la présence de ce type de dispositif était prévisible ;
4. Des poisons inconnus ne peuvent être utilisés, ni aucune machine, de telle sorte que le lecteur ne soit pas embarrassé par une longue explication scientifique en conclusion ;
5. Aucun Chinois ne doit figurer dans l'histoire[4],[5] ;
6. Aucun accident ne doit aider le détective. De même, on ne doit avoir recours à aucune intuition divine inexplicable. Toutes ses intuitions doivent avoir une origine et se confirmer par la suite ;
7. Le détective ne doit pas commettre lui-même le crime ;
8. Le détective ne doit pas utiliser des indices qui n'ont pas été présentés au lecteur pour résoudre l'affaire ;
9. L'ami idiot du détective, le « Watson », ne doit cacher aucune des pensées qui lui traversent l'esprit ; son intelligence doit être un peu, mais très peu, inférieure à celle du lecteur moyen ;
10. Il ne doit pas être fait usage de jumeaux, ou doubles, sauf si le lecteur y a été préparé.

La loi N°5, qui peut paraître aujourd'hui hors de propos et raciste, était peut-être une réaction ou une critique de la théorie du péril jaune. Elle peut être aussi rapprochée du personnage de Fu Manchu. 
Knox a expliqué :
« I see no reason in the nature of things why a Chinaman should spoil a detective story. But as a matter of fact, if you are turning over the pages of an unknown romance in a bookstore, and come across some mention of the narrow, slit-like eyes of Chin Loo, avoid that story; it is bad.
(Je ne vois pas de raison dans la nature des choses pour qu'un chinois gâche un roman policier. Mais en réalité, si vous feuilletez un roman inconnu dans une librairie et tombez sur la mention des yeux étroits et fendus de Chin Loo, évitez ce livre ; il est mauvais.) »